# 엣지스
엣지스(Edges)는 한국최초의 덥메탈밴드 몽키비츠 출신의 프로듀서 HYM과 보컬 이혜영이 결성한 2인조 인디밴드이다. 락,덥스텝,EDM,트로트,어쿠스틱 등 다양한 장르의 음악을 추구하며 2016년 EP앨범 'Edges'로 데뷔했다.

## 음반
- 2016년 3월 29일 EP <Edges> 발매
- 2016년 6월 15일 Single <나를 찾아서> 발매
- 2016년 7월 7일 Single <개성시대> 발매
- 2016년 8월 2일 Single <종이비행기> 발매
- 2016년 8월 24일 Single <Super Train> 발매
- 2016년 11월 16일 Single <비가> 발매
- 2017년 7월 11일 Single <Model> 발매
- 2017년 7월 25일 Single <파도> 발매
- 2018년 2월 7일 Single <봄이와요> 발매
- 2018년 3월 6일 Single <옥상 계단에 앉아> 발매
- 2018년 12월 24일 Single <흔들림 없는 나무처럼..> 발매
- 2018년 7월 1일 Single <Tiamo> 발매